# Eupompha perpulchra
Eupompha perpulchra är en skalbaggsart som beskrevs av Horn 1870. Eupompha perpulchra ingår i släktet Eupompha och familjen oljebaggar. Inga underarter finns listade i Catalogue of Life.